# Baramella quadrispina
Genre
Espèce
Synonymes
- Baramia quadrispina Roewer, 1915

Baramella quadrispina, unique représentant du genre Baramella, est une espèce d'opilions laniatores de la famille des Podoctidae.

## Distribution
Cette espèce est endémique de Bornéo.

## Description
Le mâle holotype mesure 4 mm.

## Systématique et taxinomie
Cette espèce a été décrite sous le protonyme Baramia quadrispina par Roewer en 1915. Elle est placée dans le genre Baramella par Roewer en 1949.

## Publications originales
- Roewer, 1915 : « 106 neue Opilioniden. » Archiv für Naturgeschichte, vol. 81, no 3, p. 1–152 (texte intégral).
- Roewer, 1949 : « Über Phalangodidae II. Weitere Weberknechte XIV. » Senckenbergiana, vol. 30, p. 247–289.